# Stazione di Urayasu
La Stazione di Urayasu (浦安駅?, Urayasu-eki) è una stazione della Metropolitana di Tokyo e si trova nella città di Urayasu nella prefettura di Chiba. Essa serve la linea Tōzai della Tokyo Metro.